# Питоль, Серхио
Се́рхио Пито́ль Деме́неги (исп. Sergio Pitol Deméneghi; 18 марта 1933, Пуэбла — 12 апреля 2018) — мексиканский писатель
, переводчик, дипломат.

## Биография
Родился 18 марта 1933 года в столице штата Пуэбла (исп. Puebla) городе Пуэбла-де-Сарагоса (исп. Puebla de Zaragoza).
Он окончил Мексиканский национальный автономный университет (исп. Universidad Nacional Autónoma de México) и там же стал преподавать, потом работал в Университете Веракруса (исп. Universidad Veracruzana) и Бристольском университете. С 1960 года состоял на службе во внешнеполитическом ведомстве Мексики как атташе по культуре при посольствах в Париже, Варшаве, Будапеште, Москве и Праге (благодаря своим личным ходатайствам, он остался работать в Москве, по его словам, это произошло под влиянием русской литературы вообще и Льва Толстого в частности).
Также он работал в Риме, Пекине и Барселоне. В столице Каталонии он прожил с 1969 по 1972 год, работая переводчиком для различных издательств, среди которых были Seix Barral, Tusquets, Anagrama (это издательство также публиковало его произведения в Испании).
Серхио Питоль также известен как переводчик на испанский язык классиков мировой литературы. С английского он переводил Джейн Остин, Джозефа Конрада, Генри Джеймса, с русского — Чехова и других.

## Премии
Свою первую литературную премию — премию Хавьера Вильяуррутиа (исп. Premio Xavier Villaurrutia) — Серхио Питоль получил в 1981 году за рассказ Бухарский ноктюрн (исп. Nocturno de Bujará). В 1984 году ему была вручена премия Эрральде (исп. Premio Herralde de Novela) за роман Парад любви (исп. El desfile del amor). В 1999 ему была присуждена Премия Хуана Рульфо, в 2005 году он стал лауреатом самой престижной премии в испаноязычной литературе «Мигель де Сервантес» (исп. Premio Miguel de Cervantes).

## Произведения
- No hay tal lugar (1967)
- Infierno de todos (1971)
- Los climas (1972)
- El tañido de una flauta (1973)
- Asimetría (1980)
- Nocturno de Bujará  (1981)
- Cementerio de tordos (1982)
- Juegos florales (1985)
- El desfile del amor (1985)
- Domar a la divina garza (1988)
- Vals de Mefisto (1989)
- La casa de la tribu (1989)
- La vida conyugal (1991)
- El arte de la fuga (1996)
- La Casa de la Tribu (1996)
- Todos los cuentos más uno (1998)
- Soñar con la realidad (1998)
- El viaje (2000)
- Todo está en todas las cosas (2000)
- De la realidad a la literatura (2002)
- Obras reunidas II (2003)
- Obras reunidas III (2004)
- El mago de Viena (2005)
- Trilogía de la memoria (2007)